# Ебріма Ебу Сілла
Ебріма Ебу Сілла (англ. Ebrima Ebou Sillah, нар. 12 квітня 1980, Бакау) — гамбійський футболіст, що грав на позиції нападника, зокрема за «Брюгге» та національну збірну Гамбії.

## Клубна кар'єра
Народився 12 квітня 1980 року в місті Бакау. Вихованець юнацьких команд клубу «Реал де Банжул». У дорослому футболі дебютував 1996 року виступами за основну команду цього клубу. 
Того ж 1996 року перебрався до Бельгії, ставши гравцем команди «Бланкенберге», а за рік уклав контракт із «Брюгге». У складі одного із лідерів бельгійського футболу спочатку грав епізодично, а після оренди до «Гарелбеке» у 2000 році, почав отримувати дедалі більше ігрового часу. Однак 2002 року був знову відданий в оренду, цього разу до нідерландського «Росендала», а наступного року перейшов до російського «Рубіна».
2006 року повернувся до «Росендала», вже на умовах повноцінного контракту, а згодом також грав за бельгійський «Брюссель», ізраїльський «Хапоель» (Петах-Тіква) та нідерландський МВВ.
Завершував ігрову кар'єру у першій половині 2010-х у бельгійських нижчолігових командах «Спаувен-Мопертінген» та «Гасселт».

## Виступи за збірну
2000 року дебютував в офіційних матчах у складі національної збірної Гамбії.
Загалом протягом кар'єри в національній команді, яка тривала 9 років, провів у її формі 20 матчів, забивши 2 голи.

## Титули і досягнення
- Чемпіон Бельгії (1):

«Брюгге»: 1997-1998
- Володар Суперкубка Бельгії (2):

«Брюгге»: 1998, 2002
- Володар Кубка Бельгії (1):

«Брюгге»: 2001-2002